# Kullancsok
A kullancsok (Ixodidae) viszonylag kevéssé gazdaspecifikus, vérszívó ektoparazita állatok. 

## Életmódjuk
Kifejletten főként az emlősök vérszívói, de – különösen a lárvák – olykor madarakból és hüllőkből is szívnak vért. Életük során két vagy három gazdaegyedből táplálkoznak, ennek alapján „kétgazdás” vagy „háromgazdás” fajokról beszélünk. A trópusokon egygazdás fajaik is vannak. Ez jelentősen befolyásolja az általuk terjesztett egysejtű-, baktérium- vagy vírusfertőzések járványtanát.

## Fejlődési ciklusuk
Mint minden ízeltlábú esetében, a ciklus egyes szakaszait itt is vedlés határolja. A petéből lárva kel ki, melynek még csak 6 lába van, és nem szaporodik. Több lárvastádium után nimfa-stadiumok következnek, a nimfáknak 8 lábuk van, és nem szaporodnak. A kifejlett állat, vagy más néven imágó szintén 8 lábú, ivarosan szaporodik: párzás után petéket rak.

## Nemek
Az alábbi nemek tartoznak a kullancsok közé:
- Africaniella – 2 faj
- Amblyomma – 130 faj
- Anomalohimalaya – 3 faj
- Archaeocroton – 1 faj
- Bothriocroton – 7 faj
- Cosmiomma – 1 faj
- Cornupalpatum – 1 faj
- Compluriscutula – 1 faj
- Dermacentor – 34 faj
- Haemaphysalis – 166 faj
- Hyalomma – 27 faj
- Ixodes – 243 faj
- Margaropus – 3 faj
- Nosomma – 2 faj
- Rhipicentor – 2 faj
- Rhipicephalus – 82 faj
- Robertsicus – 1 faj

## Kárpát-medencei fajaik
A Kárpát-medencében leggyakoribb a közönséges kullancs (Ixodes ricinus), amely a vérszívás során Lyme-kórt, vírusos agyhártyagyulladást, és más fertőzéseket is terjeszthet az emberre.
Közép-Európában a Dermacentor reticulatus különösen a tularémia kórokozója és a kutyababéziózis terjesztése miatt jelentős.
A partifecske-kolóniákban tömeges faj az Ixodes lividus, mely leegyszerűsödött és felgyorsult életciklusával a partifecske fiókáinak kizsákmányolására specializálódott. A Felső-Tisza-vidéken világhírű kutatások folynak a fecske-kullancs kapcsolat tanulmányozása terén.

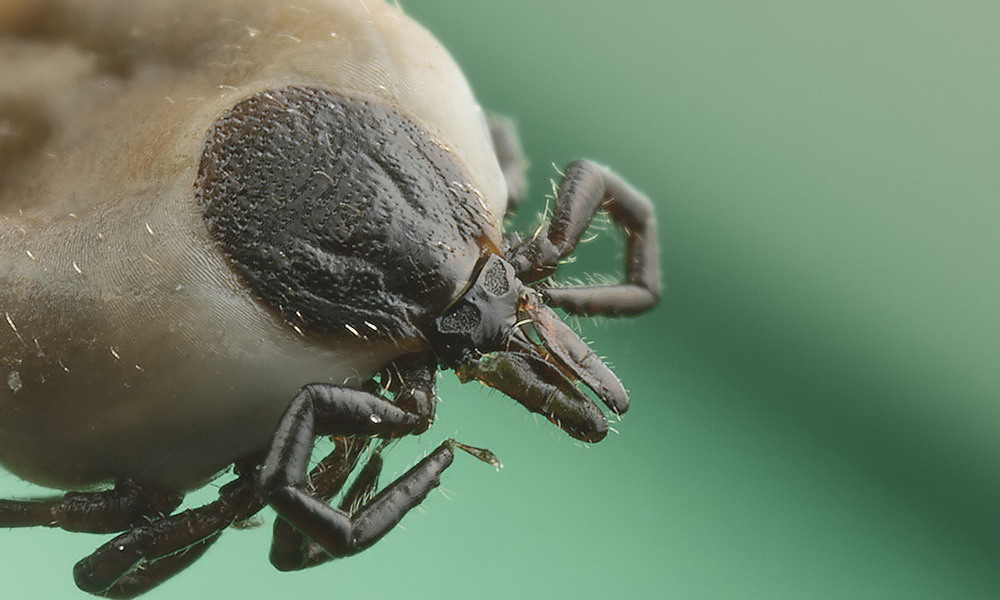
Ixodes ricinus

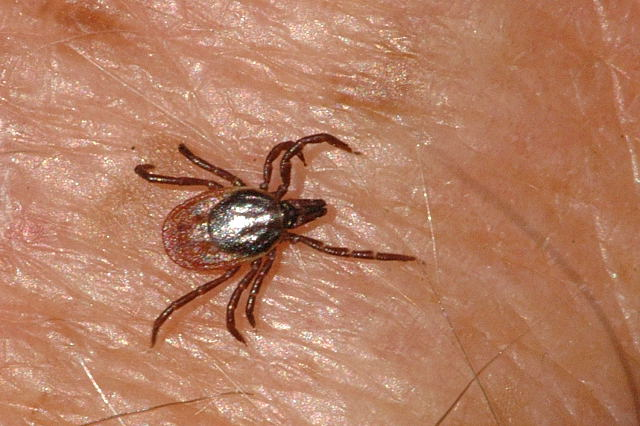
Ixodes ricinus

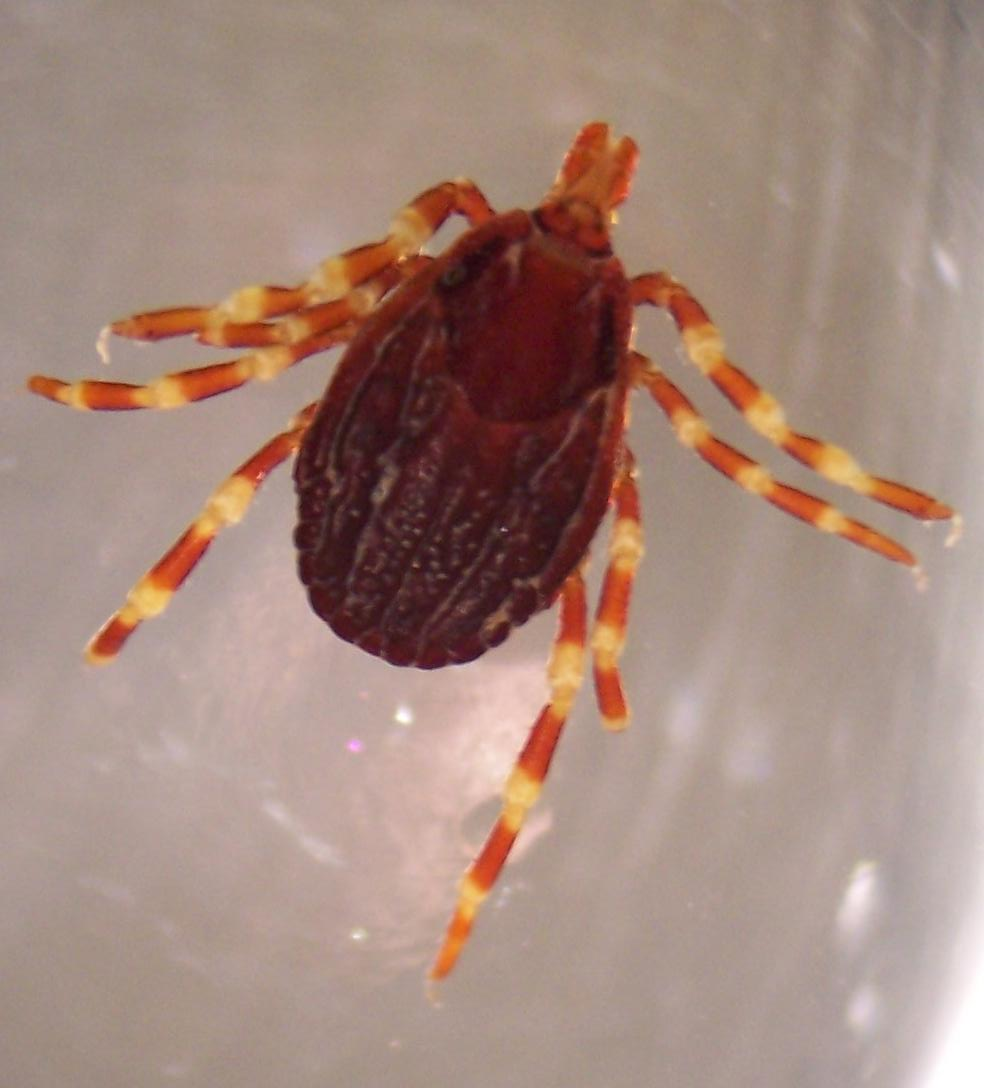
Hyalomma marginatum (Észak-Afrikában, Dél-Európában és Ázsiában előforduló kullancsfaj, de már megjelent Európa északibb területein is, Magyarországon is találtak már belőle egy példányt)

Mintegy két tucat kullancsfaj is él a Kárpát-medencében. A fontosabbak:
- Dermacentor marginatus
- Dermacentor reticulatus (a kutya babéziózis fontos terjesztője)
- Haemaphysalis concinna
- Haemaphysalis inermis
- Haemaphysalis punctata
- Hyalomma marginatum
- Hyalomma rufipes

(Az Afrikában elterjedt Hyalomma rufipes faj tíz példányát 2022-ben a Dunántúlon is azonosították)
- Ixodes acuminatus
- Ixodes apronophorus
- Ixodes arboricola  (madarakon)
- Ixodes ariadnae  (denevéreken)
- Ixodes canisuga   (gyakran kutyán, rókán, borzon)
- Ixodes festai
- Ixodes frontalis  (madarakon)
- Ixodes hexagonus
- Ixodes kaiseri
- Ixodes laguri
- Ixodes lividus    (partifecskén)
- Közönséges kullancs (Ixodes ricinus)    (kifejlett állat emberen, kutyán, közepes- vagy nagy testű emlősökön)
- Ixodes simplex  (denevéren)
- Ixodes trianguliceps   (egéren, pockon)
- Ixodes vespertilionis  (denevéren)
- Rhipicephalus bursa   (lovon)
- Rhipicephalus sanguineus   (pl. emberen, kutyán)

## Kullancsok által terjesztett betegségek
A kullancsok rossz hírüket a csípésük által okozott betegségeknek köszönhetik. Kihangsúlyozandó, hogy nem maga a kullancs okozza a betegségeket, hanem a bélrendszerében élő baktériumok, egysejtűek, vírusok, melyek a vérszívás során jutnak be a megtámadott szervezetbe.

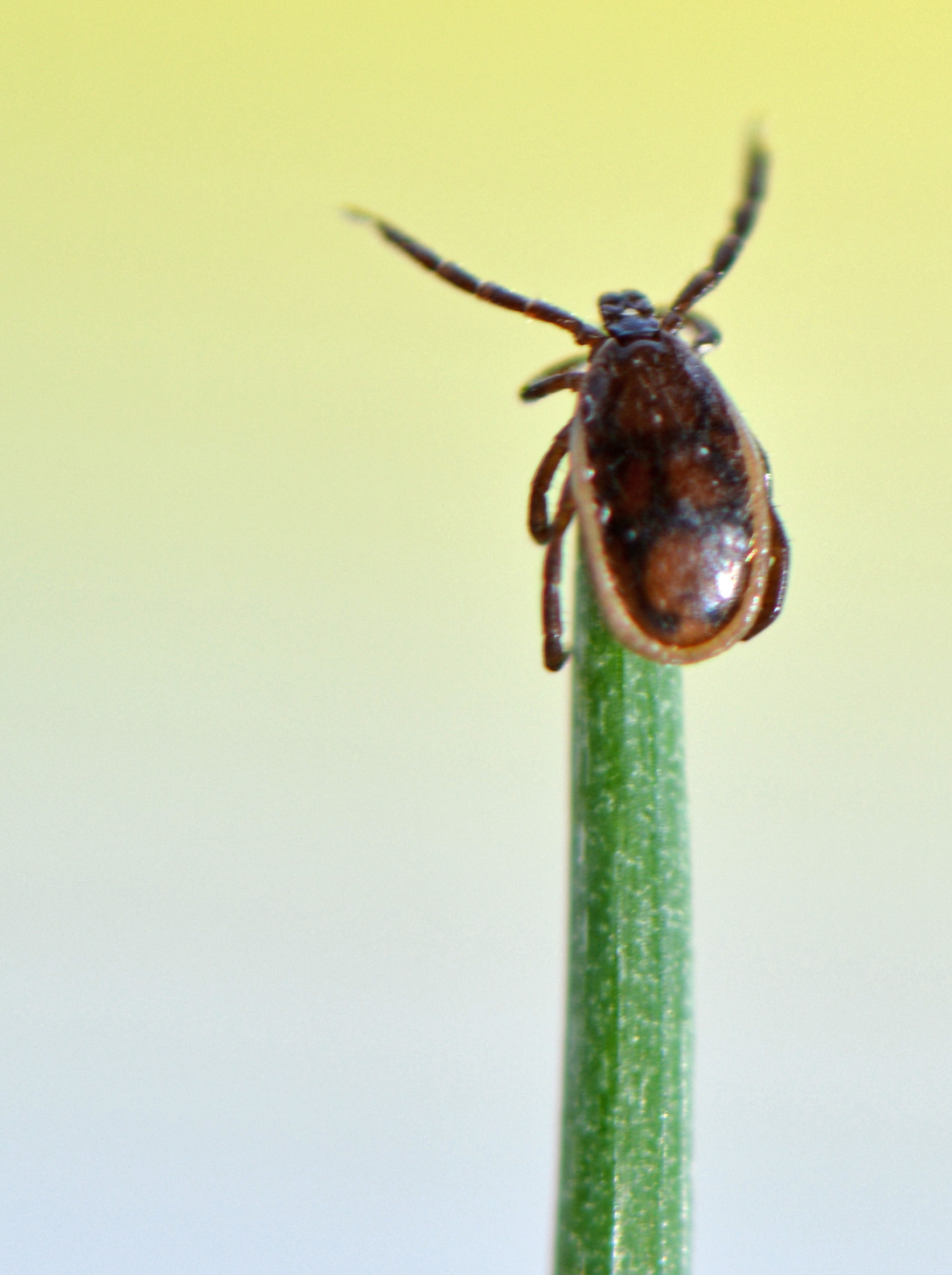
Közönséges kullancs várakozik egy fűszálon

A kullancsok általában füves, gazos területen, árnyas erdőkben, vízparti területeken a leggyakoribbak. A téli hideget és a kánikulai meleget a föld mélyén vészelik át, tavasszal és ősszel élnek intenzívebben, de enyhe teleken, hűvös nyarakon is aktívak maradnak. A fűben, vagy bokrok lombjain várnak zsákmányukra.
Az emberre, vagy állatra jutott kullancs a bőrön észrevétlen haladva a vérszíváshoz kedvező helyet keres. Gyakran a hajban, a fülek mögött, vagy például a végtagok tövének hajlataiban állapodik meg. Szájszervével kis sebet vág a bőrön, rögzíti magát, és vért szív. Ez a rögzült, táplálkozó életszakasz napokig is eltarthat, majd a vérrel teleszívott kullancs elhagyja az embert és rejtekhelyet keres. Mivel a vérszívás alatt egyfajta érzéstelenítőt juttat a sebbe, csípése teljesen fájdalommentes, ezért nehezen észlelhető. Távozása után viszont a seb bedagadhat, begyulladhat, többnyire fájdalmassá válik és enyhén nedvedzik.
Az emberek sokszor még a vérszívás előtt, vagy a vérszívási szakasz kezdetén megtalálják és eltávolítják testükről a kullancsot. Az egy napon belül megtalált és eltávolított kullancs még szinte bizonyosan nem tudott fertőzést okozni, de csak akkor ha az eltávolítása szakszerű volt, testét nem nyomták meg az eltávolítás alatt. A három nap vérszívás után viszont a fertőzés esélye nagyon nagy.
A több tucat kullancsfajból csak néhány hordoz kórokozókat, de közel sem minden egyed. Fentiek alapján kullancs találása esetén sem kell azonnal betegségre gondolni, de az esetleges tünetek megjelenésére fokozottan kell figyelni, szükség esetén késlekedés nélkül orvoshoz kell fordulni. Ez megfordítva is igaz, sok esetben a kullancs által okozott betegség úgy alakul ki, hogy az azt megelőző csípés nem is derült ki.
A betegség esélyét az eltávolított kullancs fajának azonosítása segíti. Az emberi betegségeket a vöröses-feketés Ixodes ricinus, a babéziózist a fehéres-szürkés, pöttyös-csíkos, márványmintás Dermacentor reticulatus okozza. A kisebb méretű kullancs egy nagyító segítségével hozzávetőlegesen azonosítható, a megszívódott nehezebben, ezeknél a színt és a mintázatot a fejnél kell keresni.
A legfontosabb, kullancsok által terjesztett betegségek:
- Vírusos kullancs encephalitis: Magas lázzal, tarkómerevséggel, zavart állapottal jár. Azonnali kórházi kezelés szükséges. A betegség ellen megelőzésként védőoltás-sorozat lehetséges. A csípés után is beadható oltást csekély hatása miatt kivonták a forgalomból.

- Lyme-kór: A kórokozót a vöröses-feketés Ixodes ricinus hordozza. A csípés helyén kialakuló jellegzetes gyűrű alakú kiütéssel, később általános leromlással, ízületi fájdalmakkal, szívkárosodással járó betegség. Védőoltás nincs, a gyógykezelést a krónikussá válás megelőzésére minél előbb el kell kezdeni, ez hosszas antibiotikumkezelésből áll. Az emberek mellett az állatokat is veszélyezteti. Kutyáknál sántikálással, hullámzó lázzal, leromlással jár. Vérből kimutatható, de a tesztek megbízhatósága kérdéses.

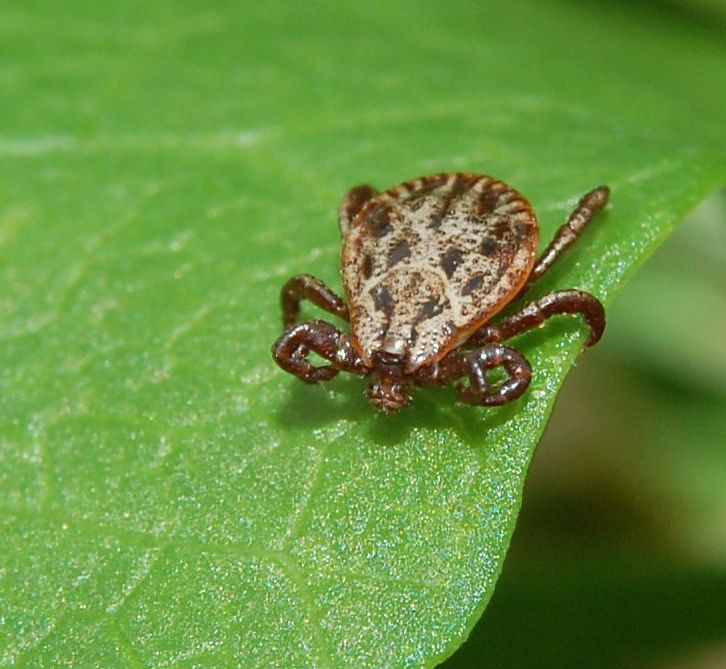
A kutyák babéziózisát terjesztő Dermacentor reticulatus

- Babéziózis: Az USA területén az embereket is veszélyezteti (Nantucket-szigeti láz), nálunk egyelőre kizárólag a kutyákat veszélyeztető formája terjedt el. A csípés után egy héten belül a kutya hirtelen súlyosan belázasodik. Elesett, kedvetlen lesz, idegrendszeri problémák jelentkeznek. Rövid időn belül a vizelete megsötétedik, akár szinte a feketekávéhoz lesz hasonló. Késlekedés nélküli, azonnali orvosi kezelés mellett jó eséllyel gyógyítható, nélküle néhány napon belül halálos.

- Tularémia, más néven nyúlpestis: A behatolás helyén  igen fájdalmas bőrfekély képződés, nyirokcsomó megnagyobbodás, tüdőgyulladás és más tünetek alakulhatnak ki. Erősen fertőző, bejelentésköteles, antibiotikummal jól gyógyítható, de kezelés nélkül akár végzetes is lehet. A betegségen való átesés többnyire védettséget ad a későbbiekre.

## A kullancsok elleni védekezés
Kiránduláson hosszú nadrág, a nadrágra tűrt hosszabb szárú zokni, a magas fű és a csalitosok kerülése célszerű. Heverészés közben könnyebben talál ránk a kullancs, mint folyamatos menet alatt. A rovarirtó, riasztó szerek hatása csak rövid ideig tart és kétes. Gyanús helyen kirándulás után a test részletes átvizsgálása szükséges.
Kutyák számára kullancsellenes samponok, csöpögtethető oldatok, speciális nyakörvek vásárolhatók. A kertben tartózkodó, kiránduló, lyukat ásó kutyát rendszeresen, lehetőleg naponta át kell vizsgálni.

## A kullancsok eltávolítása
A kullancsot a lehető leggyorsabban el kell távolítani mind az emberből, mind az állatból. A művelet egyszerűsége miatt ehhez nem szükséges orvoshoz menni. Speciálisan kialakított eltávolító csipesz és kanál gyógyszertárakban beszerezhető, de egy szemöldökcsipesz is megfelelő lehet. Nagy méretű, megszívódott kullancs három ujjal körülfogva is eltávolítható. A kullancsot a bőrhöz a lehető legközelebb kell megfogni, majd óvatos, de határozott mozdulattal ki kell húzni. Különösen ügyelni kell, hogy a potroha ne nyomódjon meg, vagy szét, mert eközben kórokozókat öklendezhet a sebbe. Ha a feje beleszakad, nem jelent külön kockázatot, egy idő után kilökődik. A sebet és az eltávolító eszközt le kell fertőtleníteni, majd alaposan kezet kell mosni.

## Kiegészítő irodalom
- Hazai kutatások kullancsokról és általuk terjesztett kórokozókról (magyar nyelven). Kullancsok.parazitak.hu. [2011. május 5-i dátummal az eredetiből archiválva]. (Hozzáférés: 2010. április 22.)
- Babos S: Kullancsok – Ixodida, Magyarország Állatvilága, Fauna Hungariae XVIII: 7., 1965
- Földvári G, Farkas R:, Ixodid tick species attaching to dogs in Hungary. Veterinary Parasitology, 2005. 129, 125-131. o.
- Földvári G, Farkas R: A Dermacentor reticulatus (Acari: Ixodidae) kullancsfajjal kapcsolatos irodalmi áttekintés és újabb ismeretek a hazai előfordulásáról, Magyar Állatorvosok Lapja,  2005. 127, 289-298. o.
- Hornok S, Kováts D, Horváth G, Kontschán J, Farkas R. Checklist of the hard tick (Acari: Ixodidae) fauna of Hungary with emphasis on host-associations and the emergence of Rhipicephalus sanguineus. Exp Appl Acarol. 2020 Mar;80(3):311-328.
- Hornok S, Kartali K, Takács N, Hofmann-Lehmann R. Uneven seasonal distribution of Babesia canis and its two 18S rDNA genotypes in questing Dermacentor reticulatus ticks in urban habitats. Ticks Tick Borne Dis. 2016 Jul;7(5):694-697.
- Hornok S, Kontschán J, Kováts D, Kovács R, Angyal D, Görföl T, Polacsek Z, Kalmár Z, Mihalca AD. Bat ticks revisited: Ixodes ariadnae sp. nov. and allopatric genotypes of I. vespertilionis in caves of Hungary. Parasit Vectors. 2014 Apr 27;7:202.
- Hornok S. Allochronic seasonal peak activities of Dermacentor and Haemaphysalis spp. under continental climate in Hungary. Vet Parasitol. 2009 Aug 26;163(4):366-9.
- Hubalek Z, Treml F, Halouzka J, Juricova Z, Hunady M, Janik V: Frequent isolation of Francisella tularensis from Dermacentor reticulatus ticks in an enzootic focus. of tularaemia. Medical and Veterinary Entomology, 1996. 10, 241-246. o.
- Kotlán S, Kobulej T, 1972, Parazitológia, Mezőgazdasági Könyvkiadó, 503. o.
- Lakos A: Kullancsok és betegségek, Melania, 1992, Budapest
- Lakos A: Újabb kullancs által terjesztett betegségek, SubRosa, 1996, Budapest
- Pikula J, Treml F, Beklová M, Holesovská Z, Pikulová J: Ecological conditions of natural foci of tularaemia in the Czech Republic, European Journal of Epidemiology, , 2003. 18, 1091-1095. o.
- Rózsa L: Élősködés: az állati és emberi fejlődés motorja, Medicina, 2005, Budapest, 318. o.
- Szép T, Møller AP: Cost of parasitism and host immune defence in the sand martin Riparia riparia: a role for parent-offspring conflict?, Oecologia,  1999. 119, 9-15. o.
- Szép T, Møller AP: Exposure to ectoparasites increases within-brood variability in size and body mass in the sand martin, Oecologia,  2000. 125, 201-207. o.